# Euskaltel-Euskadi/Saison 2024
Diese Liste beschreibt die Mannschaft und die Siege des Radsportteams Euskaltel-Euskadi in der Saison 2024.

## Mannschaft
| Teamkader 2024                               | Teamkader 2024     | Teamkader 2024 | Teamkader 2024                         |
| Name                                         | Geburtsdatum       | Land           | Vorheriges Team                        |
| -------------------------------------------- | ------------------ | -------------- | -------------------------------------- |
| Jon Aberasturi                               | 28. März 1989      | Spanien        | Lidl-Trek (2023)                       |
| Nicolás Alustiza                             | 4. Januar 2003     | Spanien        | Laboral Kutxa-Fundación Euskadi (2023) |
| Enekoitz Azparren                            | 5. Februar 2002    | Spanien        | Laboral Kutxa-Fundación Euskadi (2022) |
| Ibai Azurmendi (1. Jan.–15. Apr.)            | 11. Juni 1996      | Spanien        |                                        |
| Xabier Berasategi                            | 8. April 2000      | Spanien        | Laboral Kutxa-Fundación Euskadi (2022) |
| Mikel Bizkarra                               | 21. August 1989    | Spanien        | Euskadi Basque Country-Murias (2019)   |
| Joan Bou                                     | 16. Januar 1997    | Spanien        | Nippo-Vini Fantini-Faizanè (2019)      |
| Xavier Cañellas                              | 16. März 1997      | Spanien        | Electro Hiper Europa (2023)            |
| Unai Cuadrado                                | 26. September 1997 | Spanien        | Ampo-Goierriko TB (2018)               |
| Víctor de la Parte                           | 22. Juni 1986      | Spanien        | TotalEnergies (2023)                   |
| Asier Etxeberria                             | 19. Juli 1998      | Spanien        | Laboral Kutxa-Fundación Euskadi (2021) |
| Xabier Isasa                                 | 24. August 2001    | Spanien        |                                        |
| Mikel Iturria                                | 16. März 1992      | Spanien        | Euskadi Basque Country-Murias (2019)   |
| Txomin Juaristi                              | 20. Juli 1995      | Spanien        | Café Baqué-Conservas Campos (2017)     |
| Andoni López de Abetxuko                     | 3. August 1999     | Spanien        | Caja Rural-Seguros RGA (2022)          |
| Gotzon Martín                                | 15. Februar 1996   | Spanien        |                                        |
| Luis Ángel Maté                              | 23. März 1984      | Spanien        | Cofidis (2020)                         |
| Iker Mintegi                                 | 15. November 2002  | Spanien        | Laboral Kutxa-Fundación Euskadi (2023) |
| Unai Zubeldia                                | 7. Juli 2003       | Spanien        | Laboral Kutxa-Fundación Euskadi (2023) |
| Ander Ganzabal (1. Aug.–31. Dez., Stagiaire) | 25. Januar 2000    | Spanien        | Laboral Kutxa-Fundación Euskadi (2024) |
|                                              |                    |                |                                        |
| Quelle: ProCyclingStats                      |                    |                |                                        |

## Siege
| Siege    | Siege                         | Siege    | Siege  | Siege           | Siege |
| Datum    | Rennen                        | Staat    | Klasse | Sieger          |       |
| -------- | ----------------------------- | -------- | ------ | --------------- | ----- |
| 28. Jul. | Portugal-Rundfahrt, 4. Etappe | Portugal | 2.1    | Luis Ángel Maté |       |

## UCI-Weltranglisten-Platzierungen
| UCI-Ranking | UCI-Ranking              | UCI-Ranking | UCI-Ranking |
| Fahrer      | Fahrer                   | Land        | Punkte      |
| ----------- | ------------------------ | ----------- | ----------- |
| 290.        | Jon Aberasturi           | Spanien     | 312 P.      |
| 397.        | Joan Bou                 | Spanien     | 222 P.      |
| 473.        | Mikel Bizkarra           | Spanien     | 179 P.      |
| 479.        | Xabier Berasategi        | Spanien     | 173 P.      |
| 721.        | Gotzon Martín            | Spanien     | 92 P.       |
| 759.        | Txomin Juaristi          | Spanien     | 84 P.       |
| 1014.       | James Fouché             | Neuseeland  | 56 P.       |
| 1025.       | Luis Ángel Maté          | Spanien     | 55 P.       |
| 1097.       | Xavier Cañellas          | Spanien     | 50 P.       |
| 1311.       | Víctor de la Parte       | Spanien     | 36 P.       |
| 1372.       | Iker Mintegi             | Spanien     | 34 P.       |
| 1889.       | Andoni López de Abetxuko | Spanien     | 16 P.       |
| 2314.       | Mikel Iturria            | Spanien     | 8 P.        |
| 2315.       | Xabier Isasa             | Spanien     | 8 P.        |
| 2411.       | Enekoitz Azparren        | Spanien     | 6 P.        |
| 2741.       | Iker Bonillo             | Spanien     | 3 P.        |